# Assassin’s Creed (Film)
Assassin’s Creed ist eine französisch-US-amerikanische Filmadaption des Regisseurs Justin Kurzel aus dem Jahr 2016. Der Film beruht auf der Videospielreihe Assassin’s Creed des französischen Publishers Ubisoft.
Der Film kam am 21. Dezember 2016 in Frankreich und den Vereinigten Staaten in die Kinos. Der Kinostart in Deutschland erfolgte am 27. Dezember 2016.

## Handlung
Die einleitende Filmsequenz beschreibt die jahrhundertelange Suche des Templerordens nach dem sagenumwobenen Apfel von Eden, welcher die Saat des ersten menschlichen Ungehorsams und des freien Willens enthält. Im Jahr 1492 steht ihrer Suche in Andalusien die Bruderschaft der Assassinen im Weg, welche das Sultanat Granada vor der Übernahme durch die Templer schützen will. Einer dieser Assassinen ist Aguilar de Nerha.
Im Jahr 1986 widerfährt Callum Lynch als kleiner Junge das Schicksal, dass seine Mutter von seinem Vater getötet wird. Dreißig Jahre später, im Jahr 2016, befindet sich Callum wegen eines Mordes im Todestrakt des Staatsgefängnisses von Huntsville in Texas und wartet auf die Vollstreckung seines Todesurteils mittels Giftspritze. Offiziell wird dieses auch ausgeführt, in Wahrheit wird er jedoch von einer Firma namens Abstergo Industries, einer modernen Inkarnation des Templerordens, gerettet und in eine Forschungseinrichtung in Madrid gebracht.
Dort wird er zur Teilnahme am sogenannten Animus-Projekt gezwungen, welches ihn mittels eines Computersystems in die Erinnerungen seines Vorfahren Aguilar de Nerha eintauchen lässt. De Nerha war ein Auftragsmörder (Assassine), der im 15. Jahrhundert zu Zeiten der Spanischen Inquisition lebte. Durch die Zeit im Animus hat Callum sowohl Halluzinationen über Aguilar als auch über andere Vorfahren, was die leitende Forscherin bei Abstergo, Dr. Sofia Rikkin, als „Sickereffekt“ bezeichnet. Durch diesen Effekt eignet sich Callum Wissen und Fertigkeiten seines Vorfahren an.
Mit Hilfe dieser Fähigkeiten nehmen es Callum und andere in der Forschungsstation lebende Assassinen (ebenfalls befreit von ihrer Lethargie) schließlich in der Gegenwart mit den Mitgliedern des Templerordens auf, welche seit jeher die Feinde der Assassinen darstellen. Es kommt zu heftigen Kämpfen zwischen den Assassinen und den Sicherheitskräften der Forschungsanlage.
Sofia und ihr Vater flüchten aus der Einrichtung mit einem Hubschrauber Richtung Sevilla, um dort nach einem Hinweis aus Callums Erinnerungen im Animus in der Kathedrale von Sevilla im Grab von Christoph Kolumbus den Apfel zu finden.
Bei einem Treffen der Mitglieder des Templerordens im Templer-Saal in London zur Feier der Wiedererlangung des Apfels lässt das Wissen um den baldigen Missbrauch der genetischen Information durch die Templer die Wissenschaftlerin an ihrem Projekt und an dem Vorhaben ihres Vaters zweifeln. Callum und andere Assassinen mischen sich unter die Anwesenden im Templer-Saal und schaffen es, den Apfel der ersten Sünde in ihre Hände zu bringen.
Nachdem Callum Sofias Vater getötet hat, schwört Sofia das Artefakt für die Templervereinigung zurückzuholen und Callum zu finden.
Die Schlussszene des Filmes zeigt drei Assassinen über den Dächern Londons.

## Historische Bezüge
Unter der Fremdbezeichnung Assassinen sind in der christlichen Geschichtsschreibung des Mittelalters Angehörige der schiitisch-islamischen Glaubensgemeinschaft der Nizariten oder diese Gemeinschaft in ihrer Gesamtheit bezeichnet worden. Die bekanntesten Attentate der Assassinen geschahen im Zeitraum des 11. bis 13. Jahrhunderts. Vorrangig wurden muslimische Fürsten getötet, aber auch einige christliche Fürsten von Kreuzfahrerstaaten zählen zu ihren Opfern. Mit dem Fall der letzten Burg der Assassinen, al-Kahf, am 10. Juli 1273, fand der Assassinenstaat sein Ende.

## Hintergrund

### Entwicklung
Verhandlungen zwischen Ubisoft (dem Entwicklungsstudio der Videospielreihe Assassin’s Creed) und Sony Pictures bezüglich einer Filmadaption des Spiels waren im Oktober 2011 in den Endstadien. Nachdem Ubisoft daraufhin eine Zeit lang plante, den Film selbständig mit deren eigener Produktionsfirma Ubisoft Motion Pictures zu veröffentlichen, wurden im Oktober 2012 schließlich doch die Unternehmen New Regency Productions und 20th Century Fox mit ins Boot geholt.
Den Produzenten und Regisseur Justin Kurzel war es dabei besonders wichtig, den Film für eingefleischte Fans der Spielreihe besonders ansprechend zu gestalten, weshalb der Film mit einem geschätzten Budget von 125 Millionen US-Dollar auftrumpfte.

„Wenn aus Videospielen Filme gemacht werden, wird häufig nicht das nötige Geld und die nötige Zeit aufgewendet, da die Macher sich sagen: ‚Es sind Spieler. Packt das Spiel einfach auf die Leinwand und sie werden es mögen‘. Doch da dies oftmals nicht sehr erfolgreich war, hatten wir das Gefühl, wir müssten noch eine Schippe drauflegen. Wir wussten, dass wir uns das einiges kosten lassen müssen, sodass es sich für die Zuschauer nicht so anfühlt, als sei es bloß ein Abklatsch des Spiels.“

Zusätzlich sollte jedoch auch ein Publikum angesprochen werden, welches bisher noch nicht mit dem Franchise in Berührung gekommen war, weshalb die Verfilmung in puncto Handlung mit der Spielreihe wenig gemeinsam hat. Der Hauptcharakter Callum Lynch tritt beispielsweise in keinem der erschienenen Spiele auf.
Alain Corre, Europa-Chef von Ubisoft, sagte Mitte 2016, dass der Film nicht dazu gedacht sei, möglichst viel Geld in die Kinokassen zu spülen, sondern eher, um die Spielreihe an sich wieder attraktiver zu machen und somit den Verkauf der Spiele anzukurbeln.

### Dreharbeiten

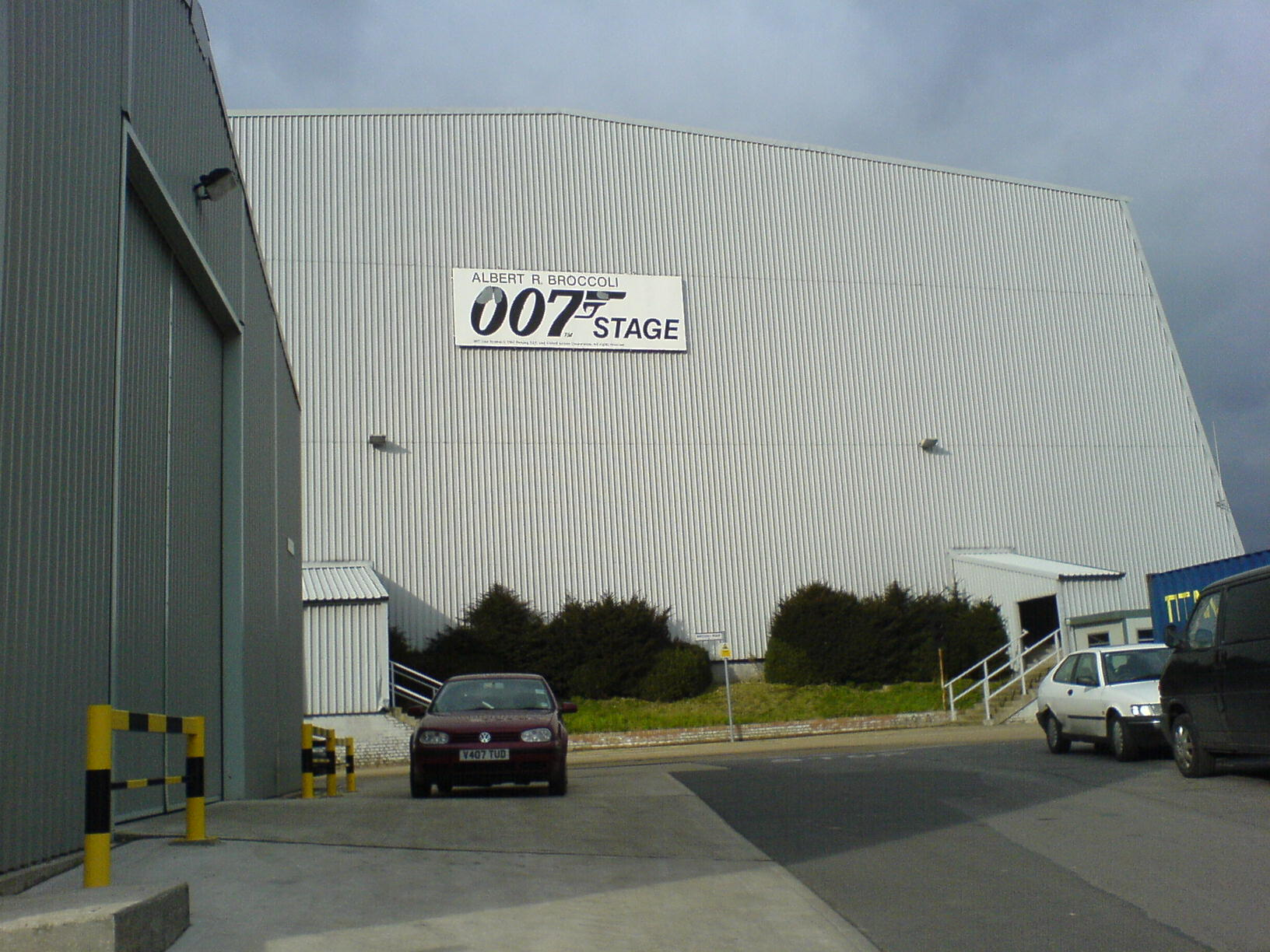
Der Film wurde unter anderem in der 007 Stage der Pinewood Studios gedreht

Die Dreharbeiten begannen am 31. August 2015 und fanden in Malta, London, Spanien (unter anderem in Granada in der  Alhambra  am Löwenbrunnen) sowie in der aus der James-Bond-Filmreihe bekannten 007 Stage der Pinewood Studios in der Nähe von London statt. Für Regisseur Justin Kurzel war es besonders wichtig, dass vor allem die essentiellen Parkour-Szenen so authentisch wie möglich wirkten. Aus diesem Grund verließ er sich bei diesen Szenen nicht allzu sehr auf CGI, sondern drehte so viel wie möglich mit echten Stunts, welche auf verschiedenen Hausdächern in Malta gedreht wurden. Der britische Stuntman Damien Walters sprang dabei für eine spezielle Szene aus einer Höhe von 38 Metern auf ein Luftkissen.
Die letzte Klappe fiel am 15. Januar 2016.

## Roman
Die offizielle Roman-Adaption des Films wurde von Christie Golden geschrieben und erschien am 21. Dezember 2016 bei Ubisoft Publishing (ISBN 978-1-945210-05-1). Die deutsche Übersetzung von Andreas Kasprzak erschien im Januar 2017 bei Panini Verlag als Taschenbuch (ISBN 978-3-8332-3352-4), sowie als von Matthias Lühn gelesenes Hörbuch (ISBN 978-3-95471-543-5).

## Rezeption

### Altersfreigabe
In Deutschland ist der Film FSK 16. In der Freigabebegründung heißt es: „Der Film arbeitet mit einem klaren, für Jugendliche leicht verständlichen Gut-Böse-Schema. Er enthält eine Vielzahl an Kampfszenen, die aber oftmals fast balletthaft und dadurch sehr realitätsfern wirken. Tötungen werden dabei nicht ausgespielt oder detailliert dargestellt. Zudem sorgt der irreale Spielort bei Jugendlichen ab 16 Jahren für eine Distanz von den Geschehnissen.“

### Kritiken
Rotten Tomatoes verzeichnete nur 19 Prozent positive Kritiken (bei 226 Kritiken insgesamt). Die Publikumsmeinung liegt bei 42 Prozent (bei über 50.000 User Ratings).

### Einspielergebnis
Der Film landete nach seinem Start in der Türkei auf Platz 1 der dortigen Kinocharts. Die weltweiten Einnahmen des Films belaufen sich bislang bei einem Budget von 125 Millionen US-Dollar auf rund 241 Millionen US-Dollar.